# Zamach w Oklahoma City

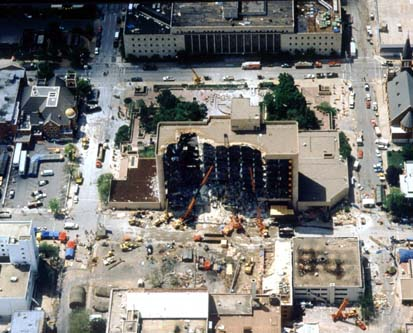
Widok budynku z lotu ptaka

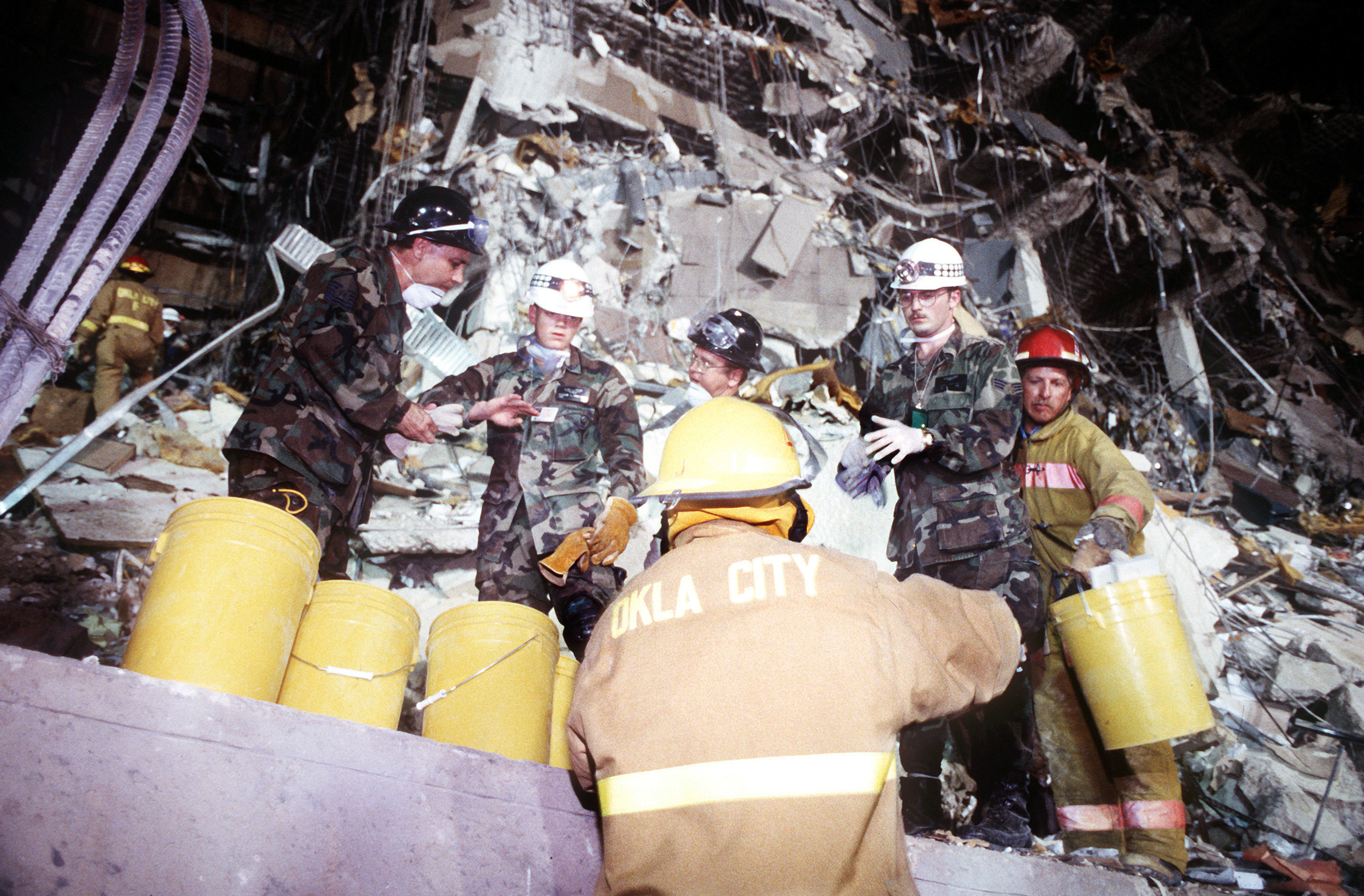
Akcja ratunkowa po ataku

Zamach terrorystyczny w Oklahoma City – zamach, który miał miejsce w środę, 19 kwietnia 1995 roku przed budynkiem federalnym im. Alfreda P. Murraha w Oklahoma City w stanie Oklahoma o godz. 9:02 czasu lokalnego. Wybuchła wtedy wypełniona komponentami ANFO ciężarówka, powodując zawalenie się znacznej części siedmiopiętrowego budynku. O zamach byli oskarżeni związani ze środowiskiem prawicowych radykałów, Timothy McVeigh (skazany na śmierć i stracony w czerwcu 2001) i Terry Nichols (skazany na dożywotnie pozbawienie wolności).
Był to największy zamach terrorystyczny na terenie USA przed atakiem na Nowy Jork i Waszyngton w dniu 11 września 2001 roku.

## Powód zamachu
Z zeznań Timothy'ego McVeigha wynika, że wybuch w Oklahoma City miał być zemstą na rządzie i administracji USA za oblężenie w Waco w Teksasie, które doprowadziło 19 kwietnia 1993 roku do pożaru (w czasie szturmu przeprowadzonego przez FBI i ATF) farmy okupowanej  przez wyznawców apokaliptycznej sekty Gałąź Dawidowa dowodzonych przez guru Davida Koresha. W wyniku pożaru zginęło wówczas 86 osób (w tym 22 dzieci), łącznie z Davidem Koreshem.
McVeigh stanął po stronie okupujących farmę w teksańskim Waco wyznawców Gałęzi Dawidowej, ponieważ uważał, że federalne służby nie powinny mieć nic do tego, co dzieje się w Waco.

## Sprawcy
O zamach zostali oskarżeni Timothy McVeigh i Terry Nichols.
Timothy McVeigh w 90 minut po eksplozji w Oklahoma City został zatrzymany przez lokalny patrol drogówki, ponieważ w samochodzie, który prowadził, nie było tablic rejestracyjnych (ściągnął je w czasie przygotowywania zamachu, aby policja nie mogła go zidentyfikować), a po przeszukaniu policjant Charlie Hanger znalazł u zamachowca nielegalną broń, co stało się przyczyną jego aresztowania. W ciągu 24 godzin śledczy zidentyfikowali go jako osobę, która zostawiła ciężarówkę wypełnioną azotanem amonu przed budynkiem rządowym w Oklahoma City. Terry Nichols pomagał McVeighowi w skonstruowaniu ładunku wybuchowego domowej roboty, którym wypełnili pożyczoną przez niego ciężarówkę.
McVeigh za przeprowadzenie zamachu został skazany na śmierć, a wyrok został wykonany 11 czerwca 2001 roku poprzez wstrzyknięcie zabójczego zastrzyku. Nichols natomiast za pomoc został skazany na dożywotnie pozbawienie wolności bez możliwości ubiegania się o skrócenie wyroku. Przebywa w więzieniu typu supermax o podwyższonym rygorze w Florence w Kolorado.

## Ofiary i straty
W wyniku ataku zginęło 168 osób, w tym 19 dzieci, a ponad 680 osób zostało rannych. Wybuch uszkodził 324 budynki w promieniu 6 ulic od epicentrum wybuchu, szyby wyleciały w 258 budynkach, spłonęło także 86 samochodów. Zamach w Oklahoma City spowodował straty szacowane na 652 miliony dolarów.

## Po zamachu
Po ataku Kongres USA przyjął ustawę, której celem było zabezpieczenie budynków federalnych przed zamachami terrorystycznymi i innymi zagrożeniami. W latach 1995–2005 zapobieżono ponad 60 aktom terroru na takie placówki dzięki środkom bezpieczeństwa podjętym po wybuchu bombowym w Oklahoma City.
19 kwietnia 2000 roku otwarto Oklahoma City National Memorial. Jest to miejsce pamięci wszystkich ofiar zamachu terrorystycznego w Oklahoma City. Co roku odbywają się tu uroczystości związane z rocznicami tragedii.

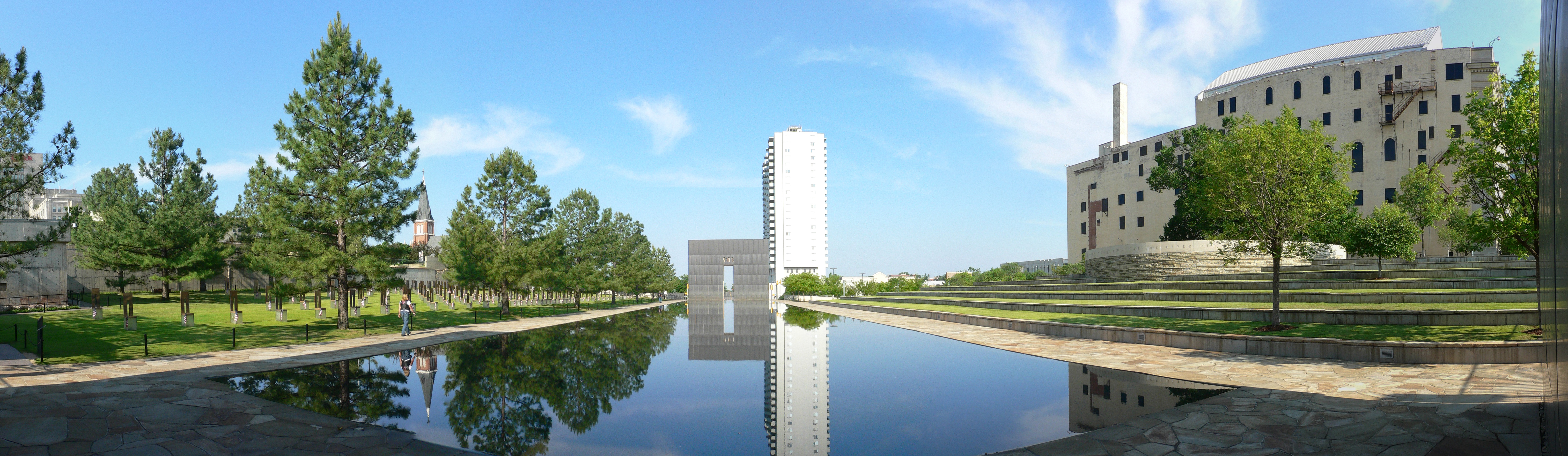
Panorama pomnika. Po lewej "krzesła pamięci", na wprost Gate of Time i po prawej Survivor Tree oraz Journal Record Building.